# Glère
Pour l’article ayant un titre homophone, voir Glaire.

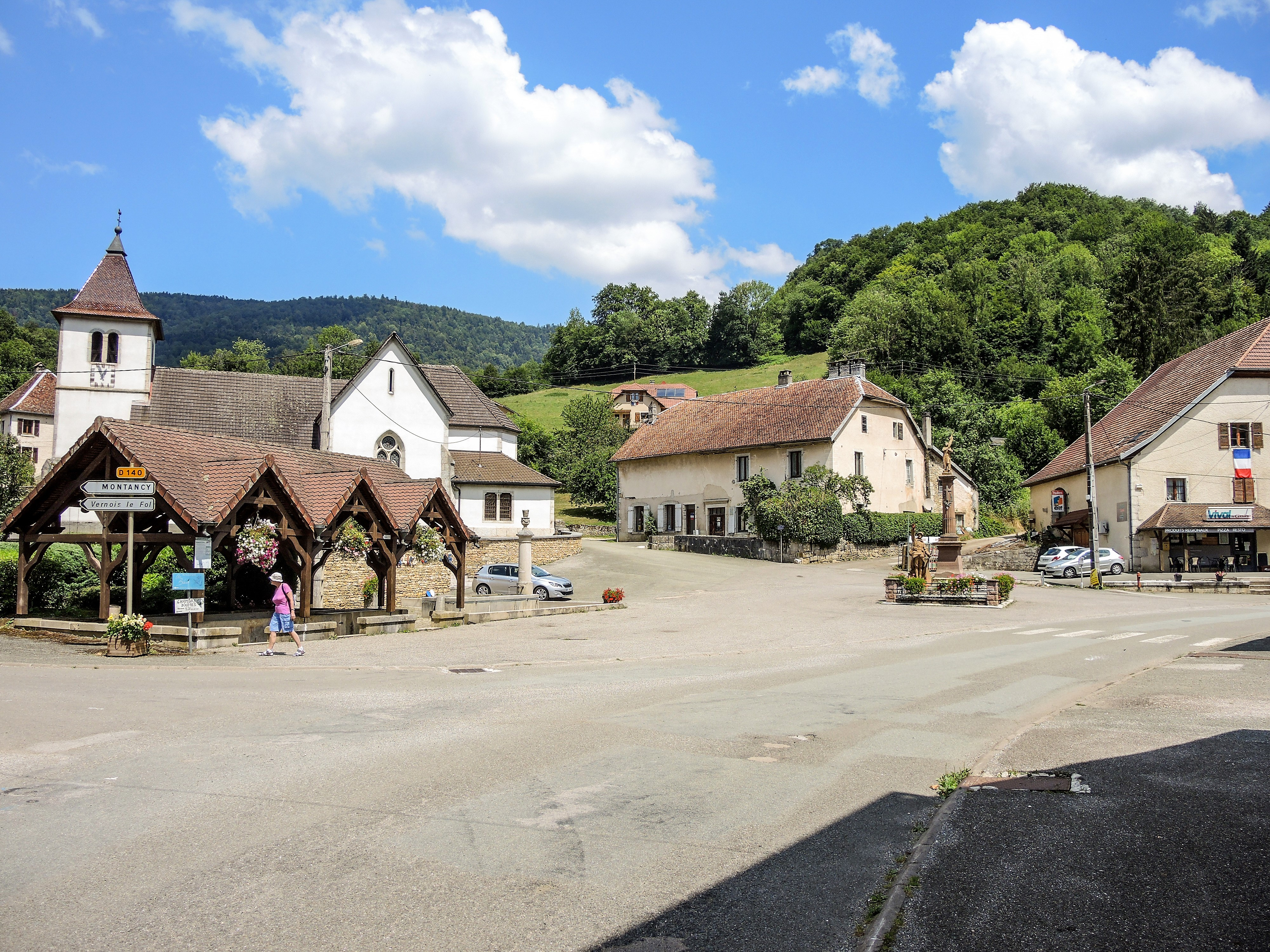
Place centrale du village de Glère

Glère est une commune française située dans le département du Doubs, la région culturelle et historique de Franche-Comté et la région administrative Bourgogne-Franche-Comté.

## Géographie

### Climat
Pour des articles plus généraux, voir Climat de la Bourgogne-Franche-Comté et Climat du Doubs.
En 2010, le climat de la commune est de type climat de montagne, selon une étude du Centre national de la recherche scientifique s'appuyant sur une série de données couvrant la période 1971-2000. En 2020, Météo-France publie une typologie des climats de la France métropolitaine dans laquelle la commune est exposée à un climat de montagne ou de marges de montagne et est dans la région climatique  Jura, caractérisée par une forte pluviométrie en toutes saisons (1 000 à 1 500 mm/an), des hivers rigoureux et un ensoleillement médiocre. 
Pour la période 1971-2000, la température annuelle moyenne est de 9,2 °C, avec une amplitude thermique annuelle de 17,3 °C. Le cumul annuel moyen de précipitations est de 1 824 mm, avec 13 jours de précipitations en janvier et 10,8 jours en juillet. Pour la période 1991-2020, la température moyenne annuelle observée sur la station météorologique de Météo-France la plus proche, « Saint-Dizier-L'eveque_sapc », sur la commune de Saint-Dizier-l'Évêque à 14 km à vol d'oiseau, est de 10,1 °C et le cumul annuel moyen de précipitations est de 1 099,4 mm. 
La température maximale relevée sur cette station est de 37 °C, atteinte le 13 août 2003 ; la température minimale est de −17,4 °C, atteinte le 20 décembre 2009,,. 
Les paramètres climatiques de la commune ont été estimés pour le milieu du siècle (2041-2070) selon différents scénarios d'émission de gaz à effet de serre à partir des nouvelles projections climatiques de référence DRIAS-2020. Ils sont consultables sur un site dédié publié par Météo-France en novembre 2022.

## Urbanisme

### Typologie
Au 1er janvier 2024, Glère est catégorisée commune rurale à habitat très dispersé, selon la nouvelle grille communale de densité à 7 niveaux définie par l'Insee en 2022.
Elle est située hors unité urbaine et hors attraction des villes,.

### Occupation des sols
L'occupation des sols de la commune, telle qu'elle ressort de la base de données européenne d’occupation biophysique des sols Corine Land Cover (CLC), est marquée par l'importance des forêts et milieux semi-naturels (68,9 % en 2018), en augmentation par rapport à 1990 (67,8 %). La répartition détaillée en 2018 est la suivante : 
forêts (68,9 %), prairies (23,4 %), zones agricoles hétérogènes (7,7 %). L'évolution de l’occupation des sols de la commune et de ses infrastructures peut être observée sur les différentes représentations cartographiques du territoire : la carte de Cassini (XVIIIe siècle), la carte d'état-major (1820-1866) et les cartes ou photos aériennes de l'IGN pour la période actuelle (1950 à aujourd'hui).

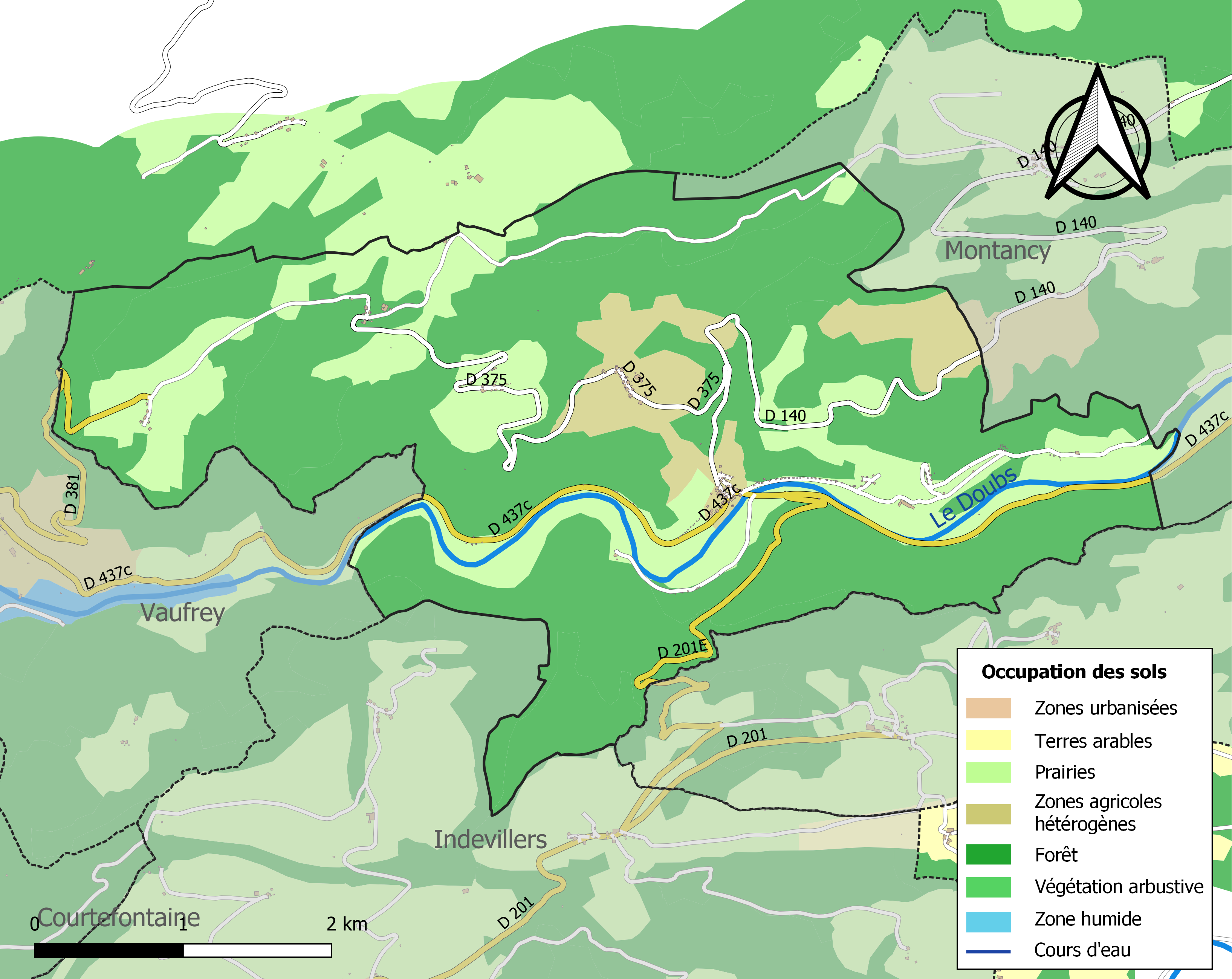
Carte des infrastructures et de l'occupation des sols de la commune en 2018 (CLC).

## Toponymie
Glières en 1148 ; Gliers en 1233 ; Glaie en 1275 ; Glires en 1282 ; Gléris en 1294 ; Glères en 1686 ; Glère depuis 1750 - Le 1er juillet 1973 est associée la commune de Montursin, ravagée par un incendie en 1849 et ne comportant plus que deux maisons, et Vernois-le-Fol (Le Vernoy en 1671).
Dérivé de glera et gleva, signifiant « lieu sablonneux ».

## Histoire
La seigneurie de Glère existait dès le Xe siècle et possédait un château dont les seigneurs en porteront le nom, et sera à l'origine du fief de l'antique maison de Montjoie-le-Château.
Portant les simples titres de chevaliers et de sires à leur origine, ils étaient les vassaux des nobles du voisinage et ne possédaient que la vallée de Glère ainsi que les montagnes voisines. Leur habilité dans les guerres et les traités leur feront prendre une importance allant grandissante dans les siècles suivants. Ils surent s'allier aux comtes de Ferrette, de Neuchâtel, de Genève, de Fribourg, de Bourgogne mais aussi aux princes d'Arberg et d'Orange ainsi qu'aux ducs de Savoie et de Lorraine.

## Politique et administration
| Période                                  | Période                       | Identité                                         | Étiquette | Qualité                                                     |
| ---------------------------------------- | ----------------------------- | ------------------------------------------------ | --------- | ----------------------------------------------------------- |
| avant 1988                               | 1989                          | Roger Macabrey                                   | RPR       | Conseiller général du canton de Saint-Hippolyte (1979-1996) |
| 1989                                     | 2008                          | Jean-Claude Jubin                                | DVD       |                                                             |
| mars 2008                                | mars 2014                     | Vincent Lachat                                   |           |                                                             |
| mars 2014                                | mars 2015                     | Philippe Baïer                                   | DVD       | Retraité                                                    |
| mai 2015                                 | janvier 2017                  | Myriam Bretey                                    |           |                                                             |
| avril 2017                               | mars 2019                     | Jean-Pierre Lajeanne                             |           |                                                             |
| mars 2019                                | En cours (au 1 novembre 2020) | Raphaël Péquignot Réélu pour le mandat 2020-2026 |           | Agriculteur                                                 |
| Les données manquantes sont à compléter. |                               |                                                  |           |                                                             |

## Démographie
L'évolution du nombre d'habitants est connue à travers les recensements de la population effectués dans la commune depuis 1793. Pour les communes de moins de 10 000 habitants, une enquête de recensement portant sur toute la population est réalisée tous les cinq ans, les populations de référence des années intermédiaires étant quant à elles estimées par interpolation ou extrapolation. Pour la commune, le premier recensement exhaustif entrant dans le cadre du nouveau dispositif a été réalisé en 2005.

En 2022, la commune comptait 180 habitants, en évolution de −19,28 % par rapport à 2016 (Doubs : +1,88 %, France hors Mayotte : +2,11 %).
| 1793 | 1800 | 1806 | 1821 | 1831 | 1836 | 1841 | 1846 | 1851 |
| ---- | ---- | ---- | ---- | ---- | ---- | ---- | ---- | ---- |
| 160  | 136  | 160  | 191  | 191  | 204  | 231  | 263  | 276  |

| 1856 | 1861 | 1866 | 1872 | 1876 | 1881 | 1886 | 1891 | 1896 |
| ---- | ---- | ---- | ---- | ---- | ---- | ---- | ---- | ---- |
| 237  | 232  | 212  | 187  | 182  | 174  | 216  | 192  | 199  |

| 1901 | 1906 | 1911 | 1921 | 1926 | 1931 | 1936 | 1946 | 1954 |
| ---- | ---- | ---- | ---- | ---- | ---- | ---- | ---- | ---- |
| 198  | 220  | 204  | 161  | 195  | 175  | 179  | 168  | 134  |

| 1962 | 1968 | 1975 | 1982 | 1990 | 1999 | 2005 | 2006 | 2010 |
| ---- | ---- | ---- | ---- | ---- | ---- | ---- | ---- | ---- |
| 122  | 110  | 198  | 181  | 187  | 208  | 210  | 205  | 220  |

| 2015 | 2020 | 2022 | - | - | - | - | - | - |
| ---- | ---- | ---- | - | - | - | - | - | - |
| 223  | 189  | 180  | - | - | - | - | - | - |

## Culture locale et patrimoine

### Lieux et monuments
- L'église Saint-Valbert possède une cloche du XVIIIe siècle recensée dans la base Palissy[22].
- La fontaine-lavoir.
- La vallée du Doubs.

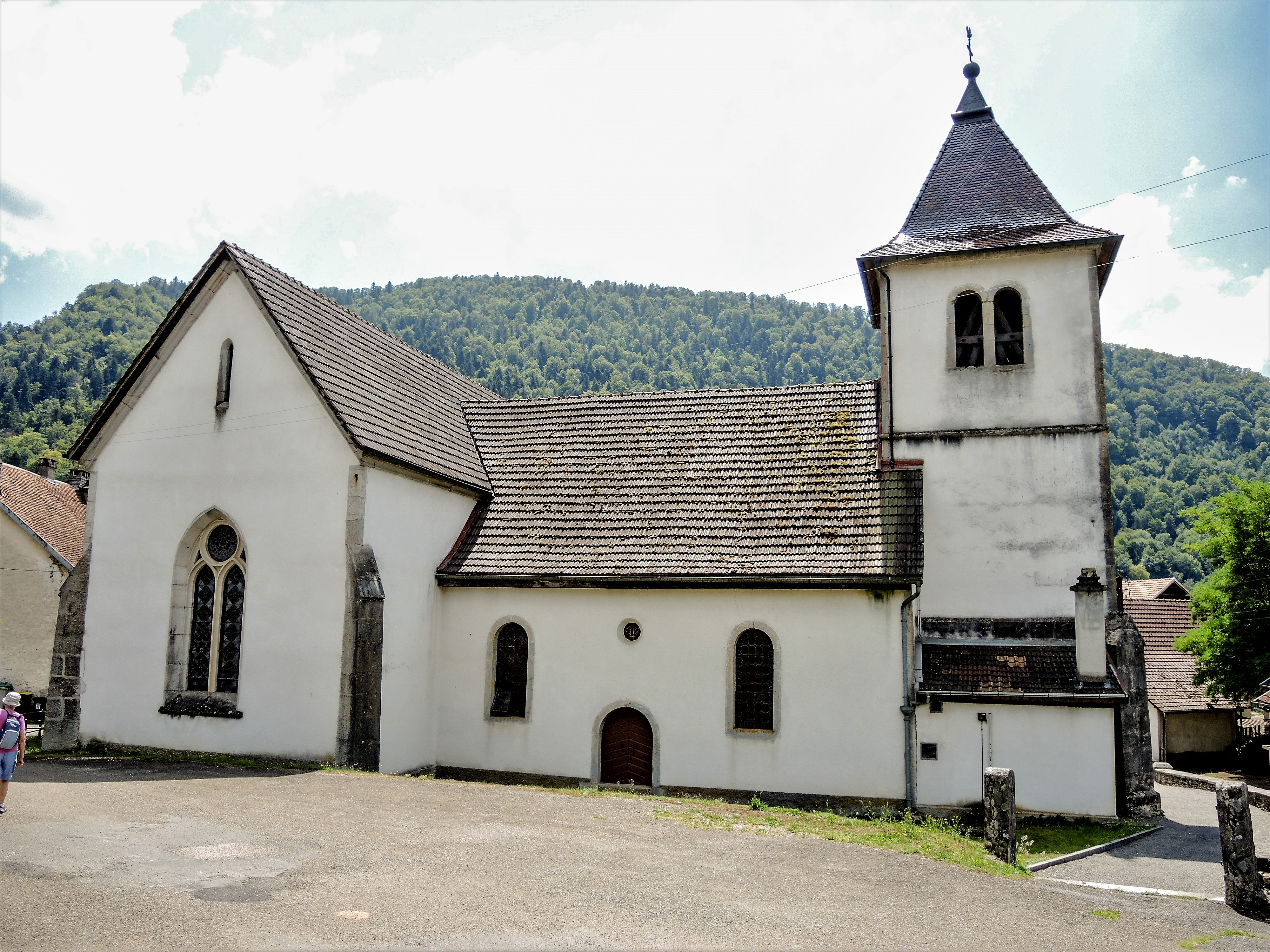
Eglise.
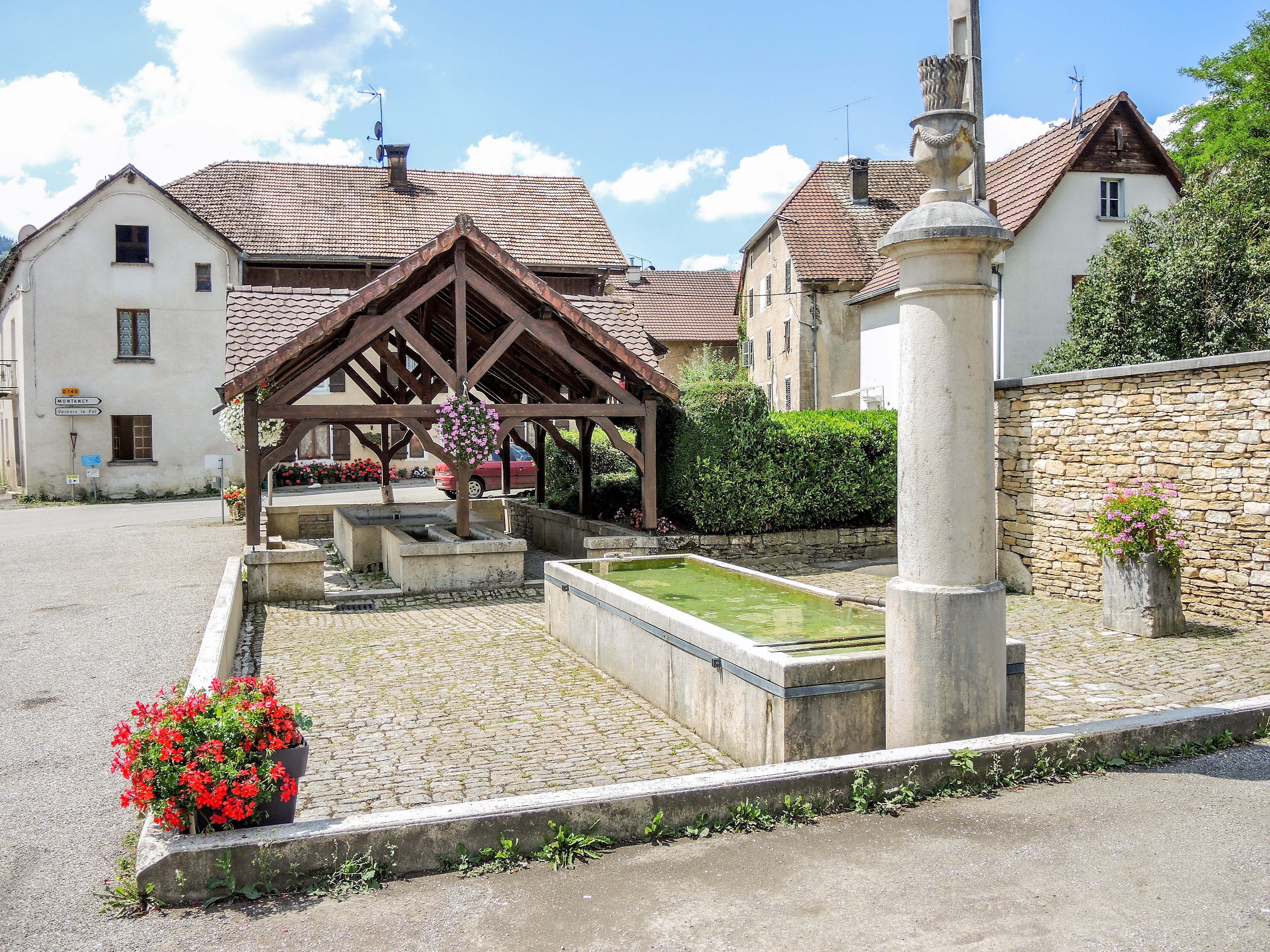
Fontaine-lavoir.
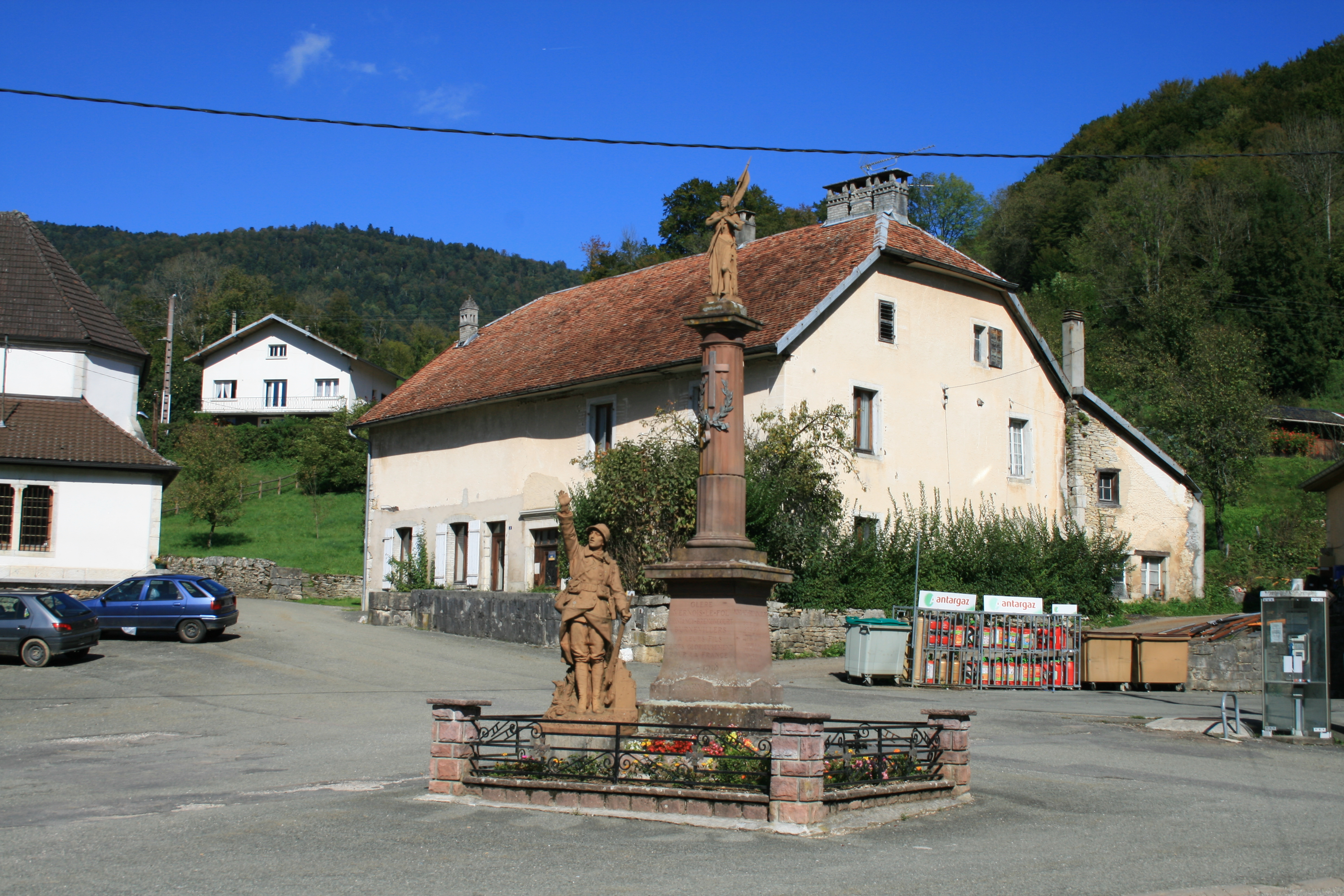
Vue du centre.
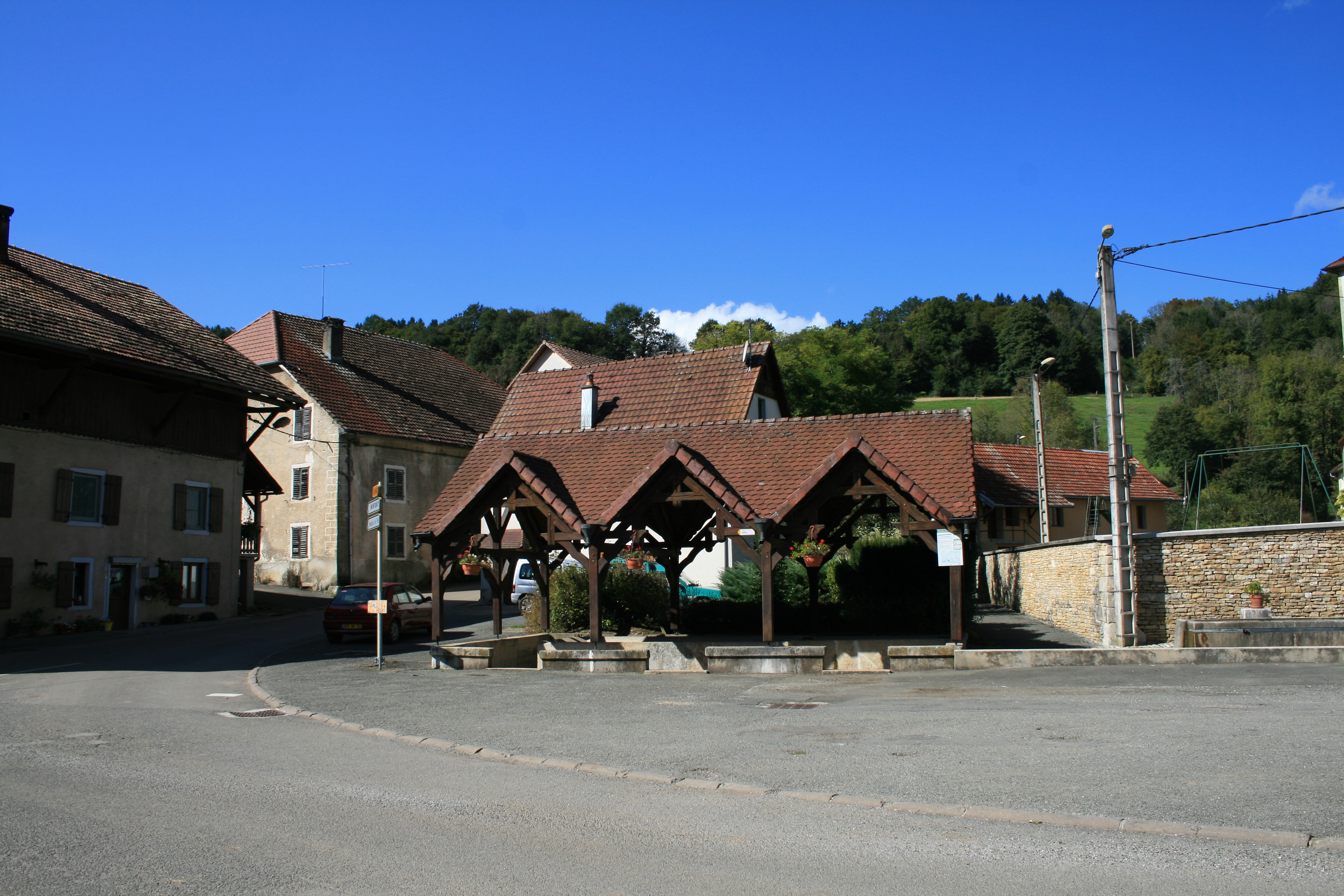
Vue du centre.

### Héraldique
La famille de Glère (olim Glères) portait pour armes : « De sable à une coquille d'argent ».